# Rab shaqe

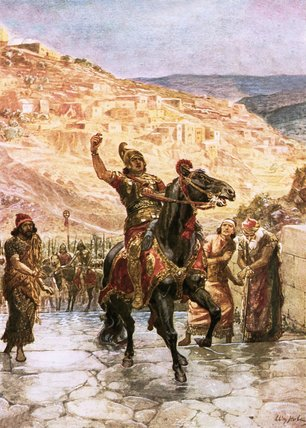
Ilustración de un rab shaqe.

En Próximo Oriente, rab shaqe era un funcionario que, durante el periodo neoasirio, ocupaba el segundo cargo en importancia después del turtanu. Era el «copero mayor».
Durante el reinado de Salmanasar III, administraba los territorios comprendidos entre el Tur-Abdin y el alto Tigris.